# Kevin Lowe
Kevin Hugh Lowe (* 15. dubna 1959, Lachute, Québec, Kanada) je bývalý kanadský hokejový obránce, který 19 sezon nastupoval v NHL.
Nyní je prezidentem klubu Edmonton Oilers. V listopadu 2020 bude přijat do hokejové síně slávy NHL.

## Reprezentace
Reprezentoval Kanadu na mistrovství světa 1982 ve Finsku (bronz) a Kanadském poháru 1984 (vítěz).
Dvakrát zastával post asistenta generálního manažera kanadského výběru – na olympijském turnaji v Salt Lake City 2002 (zlato) a světovém poháru 2004 (vítěz)

### Reprezentační statistiky
| 1982 | Kanada | MS | 9 | 1 | 1 | 2 | 2 |
| 1984 | Kanada | KP | 7 | 0 | 4 | 4 | 8 |

## Kariéra
Lowe hrál do roku 1979 v juniorské kanadské QMJHL za Quebec Remparts. Poté jej draftoval klub NHL Edmonton Oilers. Oilers byli novým týmem NHL po přemístění ze zaniklé WHA. Lowe hned od sezony 1979/80 začal za mužstvo hrát a spojil s ním téměř celou kariéru v této soutěži, pouze v letech 1992–1996 nastupoval za New York Rangers. Do Rangers byl vyměněn za Romana Oksiutu a 3. volbu v draftu, zpět se vracel jako volný agent. Kariéru ukončil v dresu Oilers v roce 1998. V sezoně 1998/99 byl asistentem trenéra, ročník 1999/2000 pak strávil na pozici hlavního trenéra, v letech 2000–2008 byl generálním manažerem, nyní je prezidentem klubu. Žádný jiný hokejista neodehrál za Edmonton více utkání než on (1037). V sezoně 1991/92 byl kapitánem celku. Šestkrát se mu podařilo získat Stanleyův pohár – v letech 1983/84, 1984/85, 1986/87, 1987/88 a 1989/90 s Oilers a 1993/94 s Rangers.
Sedmkrát hrál v utkání hvězd NHL, v ročníku 1989/90 byl oceněn King Clancy Memorial Trophy.

## Individuální trofeje a úspěchy

### QMJHL
- Druhý All Star tým – 1978, 1979

### NHL
- King Clancy Memorial Trophy – 1990
- Účastník Utkání hvězd NHL – 1984, 1985, 1986, 1988, 1989, 1990, 1993

## Statistika
- Debut v NHL – 20. října 1979 (Chicago Blackhawks – EDMONTON OILERS), v utkání vstřelil gól

| Sezona     | Klub             | Soutěž     | Základní část | Základní část | Základní část | Základní část | Základní část | Play off | Play off | Play off | Play off | Play off |
| Sezona     | Klub             | Soutěž     | Z             | G             | A             | B             | TM            | Z        | G        | A        | B        | TM       |
| ---------- | ---------------- | ---------- | ------------- | ------------- | ------------- | ------------- | ------------- | -------- | -------- | -------- | -------- | -------- |
| 1976/77    | Quebec Remparts  | QMJHL      | 69            | 3             | 19            | 22            | 39            | —        | —        | —        | —        | —        |
| 1977/78    | Quebec Remparts  | QMJHL      | 64            | 13            | 52            | 65            | 86            | —        | —        | —        | —        | —        |
| 1978/79    | Quebec Remparts  | QMJHL      | 68            | 26            | 60            | 86            | 120           | —        | —        | —        | —        | —        |
| 1979/80    | Edmonton Oilers  | NHL        | 64            | 2             | 19            | 21            | 70            | 3        | 0        | 1        | 1        | 0        |
| 1980/81    | Edmonton Oilers  | NHL        | 79            | 10            | 24            | 34            | 94            | 9        | 0        | 2        | 2        | 11       |
| 1981/82    | Edmonton Oilers  | NHL        | 80            | 9             | 31            | 40            | 63            | 5        | 0        | 3        | 3        | 0        |
| 1982/83    | Edmonton Oilers  | NHL        | 80            | 6             | 34            | 40            | 43            | 16       | 1        | 8        | 9        | 10       |
| 1983/84    | Edmonton Oilers  | NHL        | 80            | 4             | 42            | 46            | 59            | 19       | 3        | 7        | 10       | 16       |
| 1984/85    | Edmonton Oilers  | NHL        | 80            | 4             | 22            | 26            | 104           | 16       | 0        | 5        | 5        | 8        |
| 1985/86    | Edmonton Oilers  | NHL        | 74            | 2             | 16            | 18            | 90            | 10       | 1        | 3        | 4        | 15       |
| 1986/87    | Edmonton Oilers  | NHL        | 77            | 8             | 29            | 37            | 94            | 21       | 2        | 4        | 6        | 22       |
| 1987/88    | Edmonton Oilers  | NHL        | 70            | 9             | 15            | 24            | 89            | 19       | 0        | 2        | 2        | 26       |
| 1988/89    | Edmonton Oilers  | NHL        | 76            | 7             | 18            | 25            | 98            | 7        | 1        | 2        | 3        | 4        |
| 1989/90    | Edmonton Oilers  | NHL        | 78            | 7             | 26            | 33            | 140           | 20       | 0        | 2        | 2        | 10       |
| 1990/91    | Edmonton Oilers  | NHL        | 73            | 3             | 13            | 16            | 113           | 14       | 1        | 1        | 2        | 14       |
| 1991/92    | Edmonton Oilers  | NHL        | 55            | 2             | 8             | 10            | 107           | 11       | 0        | 3        | 3        | 16       |
| 1992/93    | New York Rangers | NHL        | 49            | 3             | 12            | 15            | 58            | —        | —        | —        | —        | —        |
| 1993/94    | New York Rangers | NHL        | 71            | 5             | 14            | 19            | 70            | 22       | 1        | 0        | 1        | 20       |
| 1994/95    | New York Rangers | NHL        | 44            | 1             | 7             | 8             | 58            | 10       | 0        | 1        | 1        | 12       |
| 1995/96    | New York Rangers | NHL        | 53            | 1             | 5             | 6             | 76            | 10       | 0        | 4        | 4        | 4        |
| 1996/97    | Edmonton Oilers  | NHL        | 64            | 1             | 13            | 14            | 50            | 1        | 0        | 0        | 0        | 0        |
| 1997/98    | Edmonton Oilers  | NHL        | 7             | 0             | 0             | 0             | 0             | 1        | 0        | 0        | 0        | 4        |
| NHL celkem | NHL celkem       | NHL celkem | 1254          | 84            | 348           | 432           | 1498          | 214      | 10       | 48       | 58       | 192      |

Trenérská bilance
| Tým             | Sezona    | Základní část | Základní část | Základní část | Základní část | Základní část | Základní část | Základní část             | Play-off         |
| Tým             | Sezona    | Z             | V             | P             | R             | PP            | Body          | Umístění v divizi         | Výsledek sezony  |
| --------------- | --------- | ------------- | ------------- | ------------- | ------------- | ------------- | ------------- | ------------------------- | ---------------- |
| Edmonton Oilers | 1999/2000 | 82            | 32            | 26            | 16            | 8             | (88)          | 2. v Severozápadní divizi | 1. kolo play off |

## Zajímavosti
- V QMJHL nese jeho jméno Kevin Lowe Trophy pro nejlepšího defenzivního obránce.
- Jeho číslo 4 nebylo u Oilers vyřazeno, ovšem kromě něj ho v historii organizace začal užívat až Taylor Hall, první volba draftu 2010.
- jeho manželka Karen Percy je dvojnásobná bronzová medailistka ze zimních olympijských her v Calgary 1988 v alpském lyžování
- syn Keegan Lowe byl draftován jako 73. celkově v roce 2011 celkem Carolina Hurricanes, za které i dvakrát nastoupil v NHL. Nyní hraje za farmu Edmonton Oilers v American Hockey League, tedy za Bakersfield Condors.